# Епархия Святой Розы Лимской

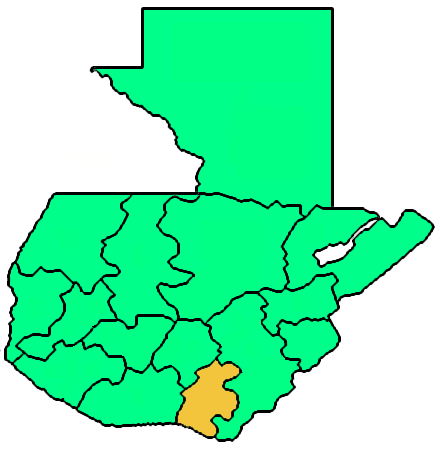
Карта епархии Святой Розы Лимской

Епархия Святой Розы Лимской (лат.  Dioecesis Sanctae Rosae de Lima) — епархия Римско-Католической церкви с центром в городе Куилапа, Гватемала. Епархия Святой Розы Лимской распространяет свою юрисдикцию на департамент Санта-Роса. Епархия Святой Розы Лимской входит в митрополию Гватемалы. Кафедральным собором епархии Святой Розы Лимской является церковь Младенца Иисуса. Покровительницей епархии является святая Роза Лимская.

## История
27 апреля 1996 года Римский папа Иоанн Павел II издал буллу Ad satius consulendum, которой учредил епархию Святой Розы Лимской, выделив его из архиепархии Гватемалы.

## Ординарии епархии
- епископ Julio Amílcar Bethancourt Fioravanti (27.04.1996 — 4.07.2006);
- епископ Bernabé de Jesús Sagastume Lemus (28.07.2007 — 11.01.2021 г., затем епископ Сан-Маркос);
- José Cayetano Parra Novo, O.P. (16.07.2021 — по настоящие время).

## Источник
- Annuario Pontificio, Libreria Editrice Vaticana, Città del Vaticano, 2003, ISBN 88-209-7422-3
- Булла Ad satius consulendum  (лат.)